# Стемфорд (Нью-Йорк)
Стемфорд (англ. Stamford) — місто (англ. town) в США, в окрузі Делавер штату Нью-Йорк. Населення — 2000 осіб (2020).

## Демографія
Згідно з переписом 2010 року, у місті мешкало 2267 осіб у 925 домогосподарствах у складі 563 родин. Було 1324 помешкання
Расовий склад населення:
| - 93,9 % — білих - 3,8 % — чорних або афроамериканців - 0,3 % — азіатів - 0,1 % — вихідців з тихоокеанських островів - 0,1 % — корінних американців |

До двох чи більше рас належало 1,5 %. Частка іспаномовних становила 3,4 % від усіх жителів.
За віковим діапазоном населення розподілялося таким чином: 19,5 % — особи молодші 18 років, 62,8 % — особи у віці 18—64 років, 17,7 % — особи у віці 65 років та старші. Медіана віку мешканця становила 43,4 року. На 100 осіб жіночої статі у місті припадало 99,9 чоловіків;  на 100 жінок у віці від 18 років та старших — 103,6 чоловіків також старших 18 років.
Середній дохід на одне домашнє господарство  становив 54 743 долари США (медіана — 42 679), а середній дохід на одну сім'ю — 64 438 доларів (медіана — 51 667). Медіана доходів становила 37 500 доларів для чоловіків та 33 438 доларів для жінок. За межею бідності перебувало 22,9 % осіб, у тому числі 40,1 % дітей у віці до 18 років та 12,6 % осіб у віці 65 років та старших.
Цивільне працевлаштоване населення становило 1005 осіб. Основні галузі зайнятості: освіта, охорона здоров'я та соціальна допомога — 23,0 %, виробництво — 19,9 %, мистецтво, розваги та відпочинок — 12,1 %, роздрібна торгівля — 9,9 %.